# Loxioda mediofascia
Loxioda mediofascia là một loài bướm đêm trong họ Noctuidae.